# Gdy miłość przemija
Gdy miłość przemija (serb.-chorw. Двоје / Dvoje) – jugosłowiański melodramat z 1961 roku w reżyserii Aleksandra Petrovicia. Obraz zaliczany jest do nurtu tzw. jugosłowiańskiej czarnej fali lat 60.
Film miał swoją międzynarodową premierę w konkursie głównym na 15. MFF w Cannes.

## Fabuła
Intymne i liryczne spojrzenie na związek dwojga młodych ludzi mieszkających w Belgradzie. Mirko i Jovana spotykają się przypadkiem. Obserwujemy jak zakochują się w sobie, jak ich miłość rozkwita i trwa rok, a następnie jak obumiera i ich relacja zostaje zakończona.

## Obsada
- Beba Lončar – Jovana Zrnić
- Miha Baloh – Mirko Pavlović
- Miloš Žutić – Dejan
- Borislav Radović – Bogdan
- Branka Palčić – matka Jovany
- Nada Kasapić
- Dragan Vladić[4]

## Produkcja
Zdjęcia kręcono w Belgradzie.